# Kanton Grenade-sur-l'Adour
Grenade-sur-l'Adour is een voormalig kanton van het Franse departement Landes. Het kanton maakte deel uit van het arrondissement Mont-de-Marsan. Het is opgeheven bij decreet van 18.2.2014. De gemeenten maken sinds de departementale verkiezingen op 22.3.2015 deel uit van het nieuwe kanton Adour Armagnac.

## Gemeenten
Het kanton Grenade-sur-l'Adour omvatte de volgende gemeenten:
- Artassenx
- Bascons
- Bordères-et-Lamensans
- Castandet
- Cazères-sur-l'Adour
- Grenade-sur-l'Adour (hoofdplaats)
- Larrivière-Saint-Savin
- Lussagnet
- Maurrin
- Saint-Maurice-sur-Adour
- Le Vignau